# Francis Willis (Politiker)
Francis Willis (* 5. Januar 1745 im Frederick County, Colony of Virginia; † 25. Januar 1829 im Maury County, Tennessee) war ein britisch-amerikanischer Politiker. Zwischen 1791 und 1793 vertrat er den Bundesstaat Georgia im US-Repräsentantenhaus.

## Werdegang
Francis Willis wuchs noch während der britischen Kolonialzeit auf. Er besuchte die öffentlichen Schulen seiner Heimat. Während des Unabhängigkeitskrieges stieg er in der Kontinentalarmee vom Captain bis zum Colonel auf. Im Jahr 1784 ließ er sich im Wilkes County in Georgia nieder, wo er eine politische Laufbahn begann.
Bei den staatsweit abgehaltenen Kongresswahlen des Jahres 1790 wurde er für das dritte Abgeordnetenmandat von Georgia in das US-Repräsentantenhaus gewählt, wo er am 4. März 1791 die Nachfolge von George Mathews antrat. Bis zum 3. März 1793 konnte er eine Legislaturperiode im Kongress absolvieren. Im Jahr 1793 wurden dort die ersten zehn Zusatzartikel zur Verfassung der Vereinigten Staaten verabschiedet.
Später zog Willis in das Maury County in Tennessee. Dort kandidierte er im Jahr 1824 im Alter von fast 80 Jahren noch einmal für den Kongress; dabei unterlag er aber dem späteren US-Präsidenten James K. Polk. Francis Willis starb am 25. Januar 1829 und wurde in Carters Creek beigesetzt.